# Гребнехвостая сумчатая мышь
Гребнехвостая сумчатая мышь, или гребнехвостая мышевидка-мульгара (лат. Dasycercus cristicauda) — вид из рода гребнехвостых сумчатых мышей семейства хищные сумчатые. Эндемик Австралии.

## Распространение
Обитает в засушливых, пустынных районах на границе между Северной территорией и Южной Австралией. Естественная среда обитания — дюны с преобладанием растения лат. Zygochloa paradoxa, в которых растительным покровом занятом менее 20 % территории; луга, покрытые кустарником вида Nitraria billardierei ; а также равнины вблизи солёных озер, покрытые лат. Zygochloa paradoxa.

## Внешний вид
Средний вес взрослой особи — 115 г. Длина тела с головой колеблется от 125 до 220 мм, хвоста — от 70 до 130 мм. Окрас спины варьирует от жёлтого до буро-красного цвета. Брюхо окрашено в белый или кремовый цвет. Волосяной покров мягкий, состоит из подшёрстка с небольшим количеством остевых волос. Проксимальная часть хвоста утолщена примерно на две трети его длины (здесь откладываются запасы жира). У основания хвост покрыт грубым волосяным покровом каштанового цвета. В середине покров грубый и чёрный. Верхняя сторона конца хвоста покрыта более длинными чёрными волосами, образующими гребень. Морда заострённая. Уши короткие, широкие и округлые. Конечности укороченные.

## Образ жизни
Ведут наземный, одиночный образ жизни. Тем не менее умеют лазить по деревьям. Норы устраивают между невысокими песчаными дюнами или на склонах высоких дюн у основания кустов лат. Nitraria billardierei. Норы, как правило, имеют один вход с двух-трёхсторонними туннелями. Активность приходится на ночь, проводя день в своих норах. Питаются преимущественно насекомыми, хотя в рацион входят также мелкие млекопитающие, пауки, ящерицы..

## Размножение
Сумка отсутствует, однако имеется кольцевая складка кожи, окружающая соски. Количество сосков — шесть-восемь, изредка четыре. Период размножения начинается в середине мая и продолжается шесть недель. Беременность длится около 38 дней. В потомстве от шести до восьми детёнышей. Отлучение от груди происходит через 121 день. Половая зрелость наступает примерно через 315 дней. Максимальная продолжительность жизни в неволе — 7,4 лет, при этом в естественных условиях особи доживают до 6 лет.